# Пограничная полиция (Болгария)
Пограничная полиция Болгарии (болг. Главна дирекция „Гранична полиция”) — военизированная полицейская служба в составе полиции Болгарии, которая обеспечивает охрану государственных границ Болгарии.

## История

### Пограничная стража (1887 - 1946 гг.)
В 1887 году министр-председатель и министр внутренних дел княжества Болгарии Стефан Стамболов внёс в Народное собрание законопроект о создании пограничной стражи (в составе конных и пеших подразделений), который был утверждён 22 декабря 1887 года.
В конце 1894 года был принят второй закон о пограничной страже («Закон за пограничната стража»), в соответствии с которым пограничная стража была подчинена военному министерству и реорганизована в шесть пехотных рот, при этом каждая рота пограничной стражи создавалась в одной из шести дивизионных областей и имела нумерацию соответствующей области (1-ва Софийска, 2-ра Тракийска, 3-а Балканска, 4-а Преславска, 5-а Дунавска и 6-а Бдинска), их комплектование производилось за счёт добровольцев из числа положительно зарекомендовавших себя военнослужащих. Кроме того, в охране границ участвовали 150 конных стражников министерства внутренних дел и 200 конных стражников таможенной службы министерства финансов. Основным вооружением пограничников были винтовки Крнка, Бердан № 1 и Бердан № 2.
С 1895 года началось строительство единой системы пограничных постов на всём протяжении границы Болгарии. В конце XIX века начинается перевооружение пограничной стражи 8-мм австрийскими магазинными винтовками «манлихер».
16 мая 1900 года с целью дальнейшего укрепления деятельности пограничной стражи был утверждён первый Устав пограничной службы, в соответствии с которым погранстража стала «высшей властью на линии границы и близлежащих территориях», включая «пограничные населённые пункты, в которых отсутствует полицейская или административная власть». Под охрану пограничной стражи была отнесена территория шириной 5 км вдоль сухопутных границ Болгарии, вдоль дунайской и черноморской границы такая зона не создавалась и ответственность пограничной стражи ограничивалась кромкой берега.
После Илинденского восстания 1903 года участились инциденты на южной границе с Османской империей.
В 1911 году пограничная стража состояла из 16 пограничных рот (которые были включены в состав приграничных полков болгарской армии, но имели собственную нумерацию. Комплектование конским составом осуществлял конный завод в Софии (единственный в стране).
В первой Балканской войне 1912 – 1913 гг. активно участвовала пограничная стража (две роты 7-й и 8-й пограничных дружин участвовали в атаках крепости Одрин, в бою при Бунархисар отличились бойцы 10-й пограничной дружины).
Во второй Балканской войне (29 июня - 29 июля 1913 года) пограничники первыми вступили в бой с частями румынской армии (14 июля 1913 года начавшей наступление в Южной Добрудже) и сдерживали их наступление до окончания боевых действий.
После начала первой мировой войны обстановка на границах Болгарии осложнилась и правительство страны приняло меры к усилению охраны границ. 15 октября 1915 года Болгария вступила в первую мировую войну на стороне Центральных держав.
В соответствии с подписанным 27 ноября 1919 года Нёйиским договором, общая численность всех болгарских вооружённых формирований была уменьшена до 33 тысяч человек. При этом, численность пограничной стражи не должна была превышать трёх тысяч человек (в числе которых должно было быть не более 150 офицеров и не более 200 унтер-офицеров). В итоге, для охраны границы были созданы 8 пограничных участков. С целью сохранить кадры и материальную часть военно-морского флота 24 декабря 1920 года министерский совет принял решение о создании в составе пограничной стражи морской и речной полицейской службы, которая должна была выполнять полицейские и таможенные функции, проводить поисковые, аварийно-спасательные и гидрографические работы. Служба получила несколько полицейских кораблей, судоремонтные мастерские и водолазную команду.
23 июля 1921 года Болгария подписала Барселонскую конвенцию о внутренних водных путях международного значения (в результате, в режим охраны границы по Дунаю были внесены изменения).
В 1923 году в югославском городе Ниш начались югославско-болгарские переговоры, по результатам которых 23 марта 1923 года представителями правительств Болгарии и Югославии были подписаны Нишские соглашения о взаимной охране пограничной зоны и совместной борьбе с четниками ВМРО, при этом правительство Болгарии обязалось «навести порядок» в Пиринской Македонии. В мае 1923 года в Пиринской Македонии начались аресты активистов и сторонников ВМРО.
В октябре 1925 года в районе города Петрич на линии болгаро-греческой границы имел место пограничный конфликт: после того, как 19 октября 1925 года болгарский пограничник застрелил греческого пограничника, правительство Греции направило ультиматум правительству Болгарии, а 22 октября 1925 года части VІ-й греческой дивизии без объявления войны пересекли границу и заняли десять сёл на территории Болгарии (Кулата, Чучулигово, Марино поле, Марикостиново, Долно-Спанчево, Ново Ходжово, Пиперица, Лехово и др.). Болгария заявила протест, на левом берегу реки Струма болгарские пограничники при содействии добровольцев из местного населения оборудовали оборонительные позиции и воспрепятствовали дальнейшему продвижению греческих войск, началось выдвижение к границе частей 7-й болгарской пехотной дивизии. 29 октября 1925 года греческие войска отступили с занятой территории Болгарии.
В 1925 году численность погранохраны составляла 3738 человек.
7 сентября 1940 года было подписано Крайовское соглашение, в соответствии с которым Румыния возвратила Болгарии Южную Добруджу. Вместе с подразделениями болгарской армии в область вступил 4-й пограничный полк, который взял под охрану линию границы и начал её оборудование. В 1941-1944 годы усиление пограничной стражи продолжалось, особенное внимание было уделено усилению охраны черноморского побережья.
1 марта 1941 года Болгария присоединилась к Тройственному пакту, после чего немецкие войска были введены на территорию Болгарии. Среди участников болгарского движения Сопротивления во время Второй мировой войны были пограничники:
- командир 1/3 погранучастка поручик Христо Ненов установил связь с сербскими партизанами НОАЮ и систематически помогал им[8]. 17 февраля 1942 он передал им боеприпасы, а кроме того, изготовил для них пропуск (который использовал перешедший на сторону партизан НОАЮ болгарский солдат Славчо Георгиев, действовавший под именем "Асен Балкански")[9]
- командир болгарского пограничного поста в селе Конско подпоручик Дичо Петров установил связь с действовавшими в районе поста югославскими партизанами НОАЮ и оказывал им помощь оружием, боеприпасами, консервированными продуктами длительного хранения и разведывательной информацией. После переговоров 14-15 декабря 1943 года личный состав пограничного поста (63 болгарских пограничника с 2 пулемётами, 61 винтовкой и 11 лошадьми) перешёл в НОАЮ[9] - из них был создан солдатский партизанский батальон «Христо Ботев»
- также к югославским партизанам перешла группа болгарских пограничников, которую возглавлял рядовой 3-го погранучастка Страхил Радованов (они принесли с собой ручной пулемёт "Брен", 2 автомата, 20 винтовок, 40 ручных гранат и около 3000 патронов)[9]
- рядовой 1/4 погранучастка Стойко Гочев был убит при попытке перехода к партизанам[9]
- болгарские партизаны из 81-го полка ЭЛАС установили контакты с 17-м, 18-м и 19-м постами 12-го пограничного подучастка, между греческими партизанами и болгарскими пограничниками было заключено соглашение о ненападении, 29 мая 1944 к греческим партизанам перешли несколько пограничников 12-го погранучастка, которые стали партизанами 81-го полка ЭЛАС[10][11]
- 28 августа 1944 года на сторону болгарских партизан перешёл отряд из 60 пограничников, которыми командовал подпоручик пограничной стражи Гено Йовов - они вошли в Трынский партизанский отряд НОПА[12]
- в начале сентября 1944 года начальник пограничного участка в городе Тутракан (и одновременно - руководитель городской боевой группы БКП) Иван Гайдаров организовал операцию, в ходе которой пограничники поста и участники боевой группы совместно разоружили отступавшую с территории Румынии гитлеровскую часть, у немцев были захвачены военная техника, значительное количество оружия и боеприпасов[13]

После 9 сентября 1944 года пограничные части принимали активное участие в боях против немецких войск в сентябре – ноябре 1944 года, 6-й пограничный полк отличился в боях за овладение городом Приштина.
Кроме того, во время разминирования Дуная расположенные на берегу Дуная болгарские пограничные посты привлекались к противоминному наблюдению (поскольку немцы предпринимали попытки повторно заминировать русло реки, сбрасывая мины с самолётов люфтваффе).

### Пограничные войска (1946 - 1997 гг.)
После окончания войны международная обстановка на границах Болгарии оставалась сложной в связи с началом "холодной войны" и продолжавшейся гражданской войной в Греции. В 1947 году английские войска были выведены из Греции, но их сменили войска США. Кроме того, в соответствии с "доктриной Трумэна", в 1948 году на территории Турции и Греции начались интенсивные и широкомасштабные военные приготовления, которые охватывали формирование, вооружение и подготовку вооруженных сил Турции и Греции и перемещение их группировок вооруженных сил в непосредственной близости от границ Болгарии.
10 августа 1946 года Народное собрание Болгарии утвердило закон о создании пограничной милиции, в соответствии с которым функции охраны границы были переданы от военного министерства к министерству внутренних дел, в составе которого было образовано управление пограничной милиции. Началось создание подразделений пограничной милиции, на вооружение которых начало поступать оружие советского производства. В дальнейшем, в создании болгарских пограничных войск принимали участие советники и специалисты из СССР (в основном покинувшие страну к 1950 году), болгарские пограничники проходили обучение, военную и специальную подготовку в советских военно-учебных заведениях.
Вдоль линии границы была оборудована контрольно-следовая полоса.
8 октября 1946 года постановлением Министерского совета пограничная милиция была переименована в пограничные войска (Гранични войски), а каждый пограничный отряд стал самостоятельной войсковой частью пограничных войск. Охрана границы осуществлялась при содействии местных жителей – с 1947 года началось создание групп содействия («групи за съдействие», с 1960 года преобразованные в ДОТ – «доброволни отряди на трудещите се») и молодёжных отрядов «Млад граничар».
Также, в 1947 году пограничные войска получили первые два катера МО-4, а к 1949 году формирование пограничного морского подразделения было завершено.
1 января 1948 года паспортные бюро переименовали в пограничные контрольно-пропускные пункты (сухоземни, пристанищни и на аерогарите ГКПП - гранични контролно-пропускателни пунктове) и передали в подчинение Управлению пограничных войск. Также, в 1948 году создали Центральную школу подготовки служебных собак.
9 февраля 1948 года два истребителя Supermarine Spitfire LF Mk IX ВВС Турции пересекли болгаро-турецкую границу и совершили вторжение в воздушное пространство страны, но были сбиты у города Созопол.
30 июня 1948 года выполнявший полёт по маршруту из Варны в Софию пассажирский самолёт Ju-52 болгарской авиакомпании "ТАБСО" был захвачен и приземлился в Стамбуле. Преступники убили пилота, оказавшего им сопротивление.
9 сентября 1950 года началось издание еженедельной газеты "Граничар" – официального печатного органа пограничных войск Болгарии.
В ночь с 30 на 31 марта 1952 года на участке болгарско-греческой границы у горы Сарабурун имел место бой между болгарскими пограничниками и проникшей на территорию страны диверсионной группой.
27 июля 1952 года на линии болгаро-греческой границы имело место боевое столкновение между болгарскими пограничниками и военнослужащими греческой армии. В 14 часов дня несколько человек в одежде крестьян на телеге, запряженной волами, пересекли реку Марица (по которой проходила линия границы) и были остановлены болгарским пограничным нарядом в составе двух пограничников. Вслед за этим у линии границы появилась группа из 30 греческих солдат с двумя ручными пулемётами, которые навели на болгарских пограничников пулемёт и потребовали от них бросить оружие и сдаться. Старший пограничного наряда Бонев застрелил греческого пулемётчика, после чего началась перестрелка, к линии границы выдвинулась поднятая по тревоге болгарская погранзастава, с греческой стороны у линии границы установили тяжелый пулемёт, в 19 часов перестрелка окончилась. Греческая сторона потеряла 2 солдат убитыми и 2 солдат ранеными, с болгарской стороны погиб 1 пограничник и 5 человек были ранены. В следующие дни, с греческой стороны к границе были подтянуты крупные армейские подразделения с танками, артиллерией и миномётами. 29 июля 1952 года министерство иностранных дел Болгарии направило протест правительству Греции в связи с ситуацией на границе, 8 августа 1952 года правительство Болгарии направило официальный протест Секретариату ООН. В дальнейшем, конфликт был урегулирован дипломатическими средствами.
1 июля 1953 года у Римского моста через реку Доспат в районе села Брыштен болгарские пограничники вступили в бой с перешедшей болгаро-греческую границу диверсионной группой, в бою с 4 диверсантами погибли пограничники Вергил Ваклинов и Дончо Ганев.
27 февраля - 27 апреля 1958 года состоялась Женевская конференция по систематизации действующих норм и развитию международного морского права, на которой были приняты четыре конвенции по морскому праву, факультативный протокол о порядке разрешения споров, возникающих в связи с применением этих конвенций и 9 резолюций. После ратификации конвенций в режим охраны морских границ Болгарии были внесены соответствующие изменения.
В 1962 году пограничные войска были переданы в подчинение министерства народной обороны (при этом ГКПП были оставлены в ведении министерства внутренних дел), но в 1972 году они были возвращены в ведение министерства внутренних дел.
В 1989 году пограничные войска были объединены с внутренними войсками под общим командованием и названием в «Войски на МВР» – до 1991 года. В 1990е годы пограничные войска были выделены в самостоятельную структуру и получили новое наименование (Национална служба «Гранични войски»).

### Пограничная полиция (с 1997 года)

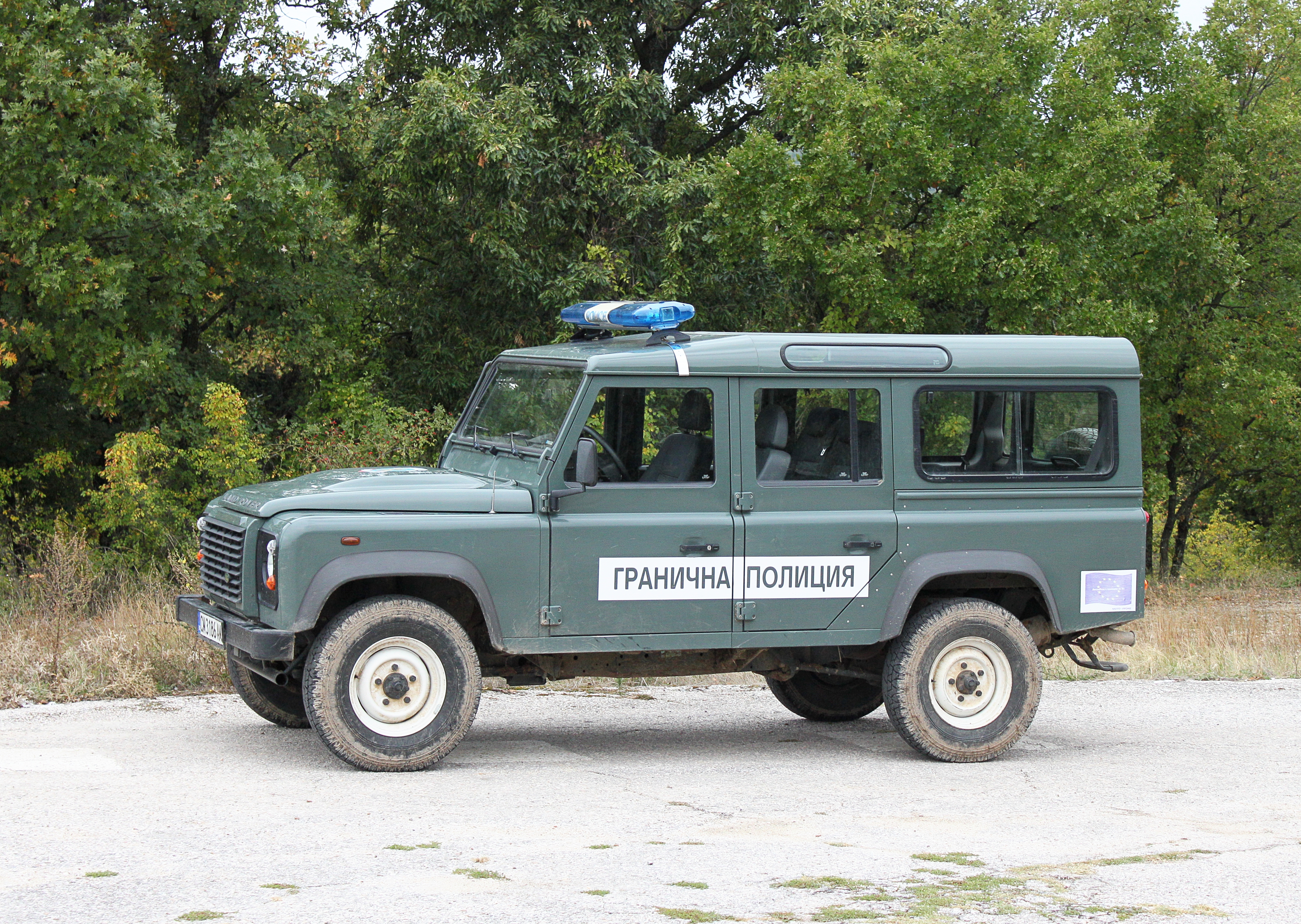
патрульный автомобиль пограничной полиции (2011)

В декабре 1997 года в соответствии с программой подготовки Болгарии к вступлению в Евросоюз министерство внутренних дел Болгарии приняло закон о преобразовании пограничных войск в пограничную полицию. Главная дирекция пограничной полиции стала обособленной специализированной полицейской службой. В ноябре 2001 года Болгария приняла «Национален шенгенски план за действие», в соответствии с которым целью реформы пограничной службы стало её соответствие стандартам ЕС, в декабре 2002 года были уволены в запас последние пограничники-призывники срочной службы.
В 2004 году численность пограничной полиции составляла 12 тыс. человек, на 1 января 2011 года - 12 тыс. человек.
В апреле 2005 года пограничная полиция получила из Великобритании 21 джип "Land Rover Defender".
В 2011 году после получения финансирования ЕС для пограничной полиции были куплены три вертолёта (два AgustaWestland AW109 Power и один AgustaWestland AW139), которые использовались для патрулирования пограничной зоны и акватории Чёрного моря до декабря 2014 года, в дальнейшем их полёты были прекращены.
10 марта 2016 года Великобритания передала пограничной полиции Болгарии ещё 40 джипов "Land Rover Defender" и 22 мая 2016 года - ещё 40 джипов "Land Rover Defender".
С 6 октября 2016 года Агентство Европейского союза по безопасности внешних границ оказывает помощь пограничной полиции Болгарии в охране болгаро-турецкой границы. 
В декабре 2016 года болгарская пограничная полиция получили 12 внедорожников от министерства внутренних дел ФРГ, а в марте 2018 года - ещё 138 автомашин (100 патрульных внедорожников, 15 микроавтобусов, 21 специализированная машина для перевозки служебных собак и два 50-местных автобуса), которые были закуплены на деньги Агентства Европейского союза по безопасности внешних границ.

## Памятные даты и профессиональные праздники
- 27 августа - День пограничника Народной Республики Болгарии[33]
- 22 декабря - День пограничника Республики Болгарии